# Sypna albovittata
Sypna albovittata är en fjärilsart som beskrevs av Moore 1882. Sypna albovittata ingår i släktet Sypna och familjen nattflyn. Inga underarter finns listade i Catalogue of Life.